# Uno, dos, ultravioladores
Uno, dos, ultravioladores es un EP de la banda de punk rock argentina Los Violadores, publicado en 1986 por Umbral Discos.
Cuenta con 5 canciones, entre ellas el hit "Uno, dos, ultraviolento" en versión extendida.
Este trabajo fue reeditado en los años 90s en CD por el extinto sello Radio Trípoli, incluyendo numerosos bonus tracks en vivo, y una participación de la banda en un programa radial de los años 80s.

## Historia
Debido al éxito alcanzado por el tema "Uno, dos, ultraviolento" de su álbum "Y ahora qué pasa, eh?", editado en 1985, se decide hacer una versión remix de ese tema, la cual se incluye aquí, esta versión extendida fue remezclada por el DJ José de Tarot.
El EP además contiene 3 temas que se habían dejado de lado, y que no fueron incluidos en "Y ahora qué pasa, eh?", más un tema grabado en 1986, "El Corregidor", que luego fue incluido en su disco posterior de fines de ese año "Fuera de sektor", como "La era del Corregidor".
En la banda ya había ingresado Robert "Polaco" Zelazek en bajo, y "Stuka" Fossa se hacía cargo de las guitarras, al haberse ido Hari-B (Pedro Braun) en 1983.
En la mencionada reedición en CD de éste maxi-single se incluyen 11 temas extra, grabados durante una presentación realizada en el año 1983 en el legendario café underground "Einstein", de Buenos Aires, que estaba en la Avenida Córdoba 2547, primer piso.
En éste café también hicieron sus primeros shows Sumo, los Alphonso s'entrega, Los Twist y hasta Soda Stereo, entre otras tantas bandas que pasaron por ese ya extinto lugar de principios de los '80s.
Los 11 bonus track son una grabación bootleg que circuló en cassettes piratas desde aquel entonces, en la que toca la primera formación de Los Violadores, con Hari-B (Pedro Braun) en guitarra y Stuka en bajo.
En el bootleg se presentan 3 temas inéditos que nunca fueron incluidos en ningún álbum de la banda. 
Incluye además la versión "El extraño del pelo largo" un clásico de La Joven Guardia, que aparece en su primer LP ("Los Violadores") de 1983.
Además de los audios del bootleg, a la edición en CD le fue agregada, como track número 17, una sátira en radio teatro de las típicas que hacían Lalo Mir y Elizabeth Vernaci, en su programa radial llamado "9 PM" (El Control) de la FM Radio del Plata de Buenos Aires, que salía al aire de lunes a viernes de 21 a 23hs a mediados de los años 80s.
En este radioteatro participan Pil Trafa, Stuka y el "Polaco" Zelazek, junto a Lalo y Elizabeth, el cual fue grabado en un programa emitido en 1985, en pleno furor de difusión del tema "Uno, dos, utraviolento".

## Lista de canciones EP original
Lado A
1. "Uno, dos, ultraviolento" (versión remix de José de Tarot)
2. "Por 1980 y tantos"

Lado B
1. "El Corregidor"
2. "Auschwitz"
3. "Chicas de la calle"

Bonus tracks reedición en CD 1992
6-16 grabados en el café "Einstein" en 1983.
- 6 "Moral y buenas costumbres"
- 7 "Viejos patéticos"
- 8 "Grassa hippie" - [inédito]
- 9 "Cambio violento"
- 10 "Mirando la guerra por TV"
- 11 "El extraño de pelo largo"
- 12 "Maquinaria" - [inédito]
- 13 "Mujeres vengan a mí"
- 14 "Nada de eso" - [inédito]
- 15 "Estás muerto"
- 16 "Represión"
- 17 "Radio novela 9 PM": Los Violadores con Lalo Mir y Elizabeth Vernaci en el programa "9 PM", de FM Radio Del Plata, grabado en 1985.

## Créditos
- Pil Trafa - voz
- Stuka - guitarra, voz
- Robert "Polaco" Zelazek - bajo
- Sergio Gramática - batería, coros